# Adrián Ayaucán
Adrián André Ayaucán Mendriel (ur. 1999) – peruwiański zapaśnik walczący w stylu klasycznym. Wicemistrz Ameryki Południowej w 2019. Wicemistrz panamerykański kadetów w 2016 roku.